# Stenodus leucichthys
Stenodus leucichthys is een vissoort uit de familie van de zalmen en de onderfamilie coregoninae. Deze vissoort komt oorspronkelijk voor in het stroomgebied van de rivieren die uitkomen op de Kaspische Zee. Stenodus nelma wordt ook wel beschreven als ondersoort van deze soort (S. leucichthys nelma).

## Kenmerken
Deze 150 cm grote, zalmachtige vis heeft een lange, brede kop met een bek, die wordt bezet met zeer fijne tanden. Tevens heeft hij een hoge, spitse rugvin.

## Leefwijze
Het voedsel van volwassen dieren bestaat in hoofdzaak uit vissen, terwijl de jongen insectenlarven en planktondiertjes eten.

## Voortplanting
's Avonds zet het vrouwtje tussen de 130000 en 400000 eieren af, waarbij ze wordt vergezeld door 1 of 2 mannetjes.

## Verspreiding
Deze soort komt voor in Oost-Europa, Noord-Azië, noordwestelijk Noord-Amerika (Canada en de noordelijke Grote Oceaan.

## Taxonomie
Over de systematiek van het geslacht Stenodus is geen consensus. Hier wordt de zienswijze gevolgd van Kottelat & Freyhof (die ook de IUCN aanhoudt). Zij beschouwen de houtingen als een aparte familie, de coregonidae, waartoe ook het geslacht Stenodus behoort. Zij onderscheiden hierin twee soorten Stenodus nelma en Stenodus leucichthys. S. leucichthys is in het wild praktisch uitgestorven. Verder wordt deze soort vaak verward met de nelma en hybridiseert de soort met de nelma en andere houtingsoorten zoals Coregonus nelsoni, Coregonus autumnalis en Coregonus muksun waarvan eieren en jonge exemplaren op grote schaal worden uitgezet.